# روباه بنگال
روباه بنگال (نام علمی: Vulpes bengalensis) نام یک گونه از سرده روباه‌ها است.